# Antiteismus
Antiteismus je termín, který pochází z řeckého 'anti-' a 'theismos' a znamená postoj aktivního odmítání teismu a náboženství, aktivní opozice vůči nim. V praxi jde především o odpor vůči působnosti náboženských skupin a víře v určité božství, případně boha nebo bohů. Aktivností se odlišuje jak od lhostejnosti vůči náboženství, areligionitě, tak od čistě ideových směrů, jako jsou ateismus, často s antiteismem ztotožňovaný, nebo agnosticismus.
Jeho zastánce je antiteista a Oxford English Dictionary ho definuje jako „osobu odporující existenci boha“, nikoli nutně určitého. Nejstarší zmínka o něm je z roku 1833.
Pojem antiteismus byl přijat lidmi, kteří náboženství považují za nebezpečné a destruktivní. Příklad takového postoje je v „dopise mladému kontrariánovi“ (Letters to a Young Contrarian), v němž Christopher Hitchens píše: „Nejsem dokonce ateistou tak silně, jako jsem antiteistou. Nejen, že myslím, že všechna náboženství jsou různými verzemi téže nepravdy, ale jsem stejně přesvědčený, že vliv církve a důsledky náboženské víry jsou nepochybně škodlivé.“

## Státní antiteismus v komunistických státech
Boj proti náboženským organizacím probíhal v tzv. socialistických zemích. Oficiálně byl zdůvodňován jednak iracionalitou náboženských věr, a jednak příživnictvím církví na věřících. Přes veškerý útlak však nebyly církve postaveny mimo zákon a teologie byla vyučována na vysokých školách.[zdroj⁠?!]
V SSSR a ostatních komunistických státech byly víry pronásledované, byla znemožňována stavba kostelů, byli pronásledováni kněží a do církví nasazováni agenti. Nejvíce utrpěla pravoslavná církev od počátku bolševické revoluce a za vlády Stalina do roku 1941, kdy Stalin začal usilovat o podporu církve po německé invazi.
Podobně tvrdé pronásledování církví bylo i v Albánii do roku 1990 a v Číně do roku 1978.